# 鄭長猷
鄭 長猷（てい ちょうゆう、生年不詳 - 512年）は、北魏の官僚・軍人。本貫は滎陽郡開封県。

## 経歴
太中大夫の鄭演と皇甫氏のあいだの子として生まれた。父の勲功により寧遠将軍・東平郡太守を初任とした。まもなく沛郡太守に転じた。入朝して南主客郎中太尉属となり、雲陽伯の爵位を嗣いだ。497年（太和21年）、孝文帝が南征し、宛城を攻め落とすと、長猷は南陽郡太守に任じられた。孝文帝が凱旋するにあたって、「むかし曹操が荊州を攻め落としたとき、満寵を留めて後を任せたという。朕が今この郡を卿に委ねるのは、卿が軍を統御する才能を兼ね備え、新たに帰順したばかりの土地を直轄せずとも、城を守る任務を託すに足りる人物だからだ」と言い残した。499年（太和23年）、孝文帝が南陽で死去すると、長猷は帝の遺体を棺に収めた。まもなく洛陽に召還されて、護軍長史となった。500年（景明元年）、南朝斉の豫州刺史の裴叔業が寿春を挙げて北魏に降ると、長猷は給事黄門侍郎を兼ね、持節として寿春の治安と民心の安定につとめた。501年（景明2年）、任城王元澄が揚州刺史となると、長猷はその下で鎮南諮議参軍をつとめ、安豊郡太守を兼ねた。武昌王元鑑の下で徐州征虜府長史をつとめ、彭城国内史を兼ねた。洛陽に召還されて、諫議大夫に任じられた。司徒諮議参軍に転じ、通直散騎常侍の位を受けた。512年（永平5年）、死去した。諡は貞侯といった。
子の鄭廓が後を嗣いだ。

## 伝記資料
- 『魏書』巻55 列伝第43
- 鄭長猷造像記